# Castillo de Noltland

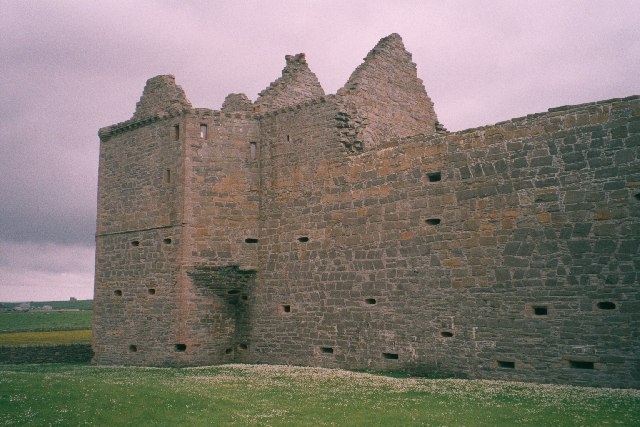
Castillo de Noltland

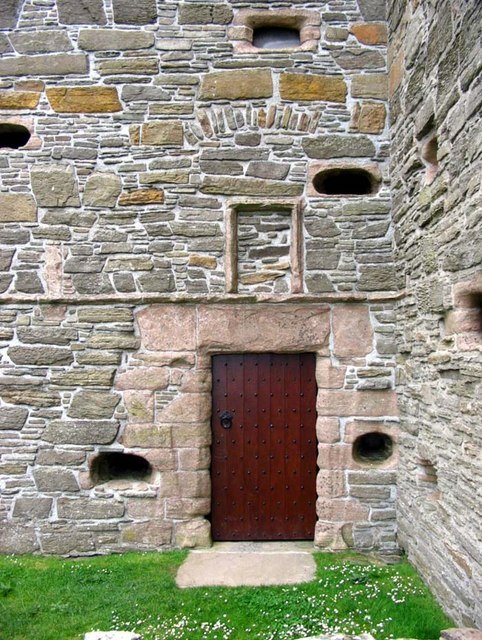
Puerta de entrada y troneras (detalle)

El castillo de Noltland es una fortificación del siglo XVI, con planta en forma de Z, en Pierowall, isla de Westray (islas Orkney, Escocia). Actualmente es un monumento planificado.
Aunque se menciona la existencia de un castillo, construido 1442-81, en el mismo lugar, o en sus alrededores, en 1529, el edificio actual fue construido entre 1560 y 1574, aunque nunca fue completado.
Entre los aspectos de su arquitectura defensiva, junto con sus gruesos muros, destacan el gran número de troneras, 71 en total, las únicas fuentes de luz para las dos primeras plantas.

## Historia
Fue incendiado por los covenanters en la década de 1650 y de nuevo durante la rebelión jacobita de 1745 por las tropas del rey, Jorge II.